# Trattato di Whampoa
Il trattato di Whampoa (cinese tradizionale: 黃埔條約, semplificato: 黄埔条约, pinyin: Huángpǔ Tiáoyuē) fu un trattato commerciale tra la Francia e la Cina della dinastia Qing, firmato da Théodore de Lagrené e Qiying il 24 ottobre 1844.

## Contenuto del trattato
In base ai termini dell'accordo, la Cina concedeva all'Impero francese gli stessi privilegi offerti alla Gran Bretagna col trattato di Nanchino e i seguenti. Tali privilegi includevano l'apertura di cinque porti ai mercanti francesi, privilegi di extraterritorialità per i cittadini francesi in Cina, una tariffa doganale fissa sul commercio sino-francese e il diritto di insediare un console francese in Cina.

## Tolleranza del cristianesimo
Benché il primo ministro francese Guizot avesse dato a de Lagrené solo un mandato per negoziare un trattato commerciale, de Lagrené decise che avrebbe accresciuto il prestigio internazionale della Francia assicurando la revoca del divieto di culto cristiano imposto dall'imperatore cinese Yongzheng nel 1724. In questo modo, la Francia avrebbe potuto farsi protettrice dei cattolici in Cina, esattamente come già faceva nel Levante. Dopo prolungate trattative con Qiying, la maggior parte delle quali de Lagrené affidò al suo interprete Joseph-Marie Callery, nel febbraio 1846 l'imperatore Daoguang emanò un editto che legalizzava la professione del cristianesimo in Cina.